# Cosentinia vellea
Espèce
Statut de conservation UICN

 VU  : Vulnérable
Cosentinia vellea est une espèce de fougère de la famille des Ptéridacées, la seule représentante de son genre Cosentinia.

## Taxonomie
L'espèce est décrite en 1789 par le botaniste écossais William Aiton dans son Hortus Kewensis sous le nom de Acrostichum velleum.
Le genre Cosentinia est créé spécifiquement pour cette espèce par le botaniste italien Agostino Todaro en 1866.
Synonymes
- Cincinalis vellea
- Notholaena vellea
- Gymnogramma vellea
- Cheilanthes vellea

### Sous-espèces
Deux sous-espèces ont été définies, à partir des deux cytotypes connus, l'un diploïde, l'autre tétraploïde.
- Cosentinia vellea (Aiton) Tod. subsp. vellea (tétraploïde, 2n=116)
- Cosentinia vellea subsp. bivalens (Reichst.) Rivas-Martínez et Salvo (diploïde, 2n=58)

Difficilement distinguables par leur aspect, elles se différencient par le diamètre de leurs spores, plus larges chez vellea que bivalens.

## Distribution
Cosentinia vellea est présente dans toute l'Europe méridionale, en Afrique du Nord, au Moyen-Orient et en Asie jusqu'en Inde.
En 2007, elle est découverte sur l'île d'Elbe, où elle était inconnue jusqu'alors. Ce lieu devient sa présence la plus au nord connue parmi toute sa zone de distribution.

## Protection
Cosentinia vellea est évaluée Espèce de préoccupation mineure (LC) au niveau de l'Europe, Espèce vulnérable (VU) au niveau de la France et Espèce quasi menacée (NT) au niveau de la Corse sur la Liste rouge de la flore vasculaire de France métropolitaine de 2019.